# Stenlejsotztetic
Stenlejsotztetic es una localidad del municipio de Larráinzar ubicado en la región de Los Altos del estado mexicano de Chiapas.

## Geografía
La localidad de Stenlejsotztetic se sitúa en las coordenadas geográficas 16°55′53″N 92°49′43″O / 16.931389, -92.828611, a una elevación de 1,849 metros sobre el nivel del mar.

## Demografía
Según el Censo de Población y Vivienda 2020, efectuado por el Instituto Nacional de Estadística y Geografía, la localidad de Stenlejsotztetic tiene 902 habitantes, de los cuales 434 son del sexo masculino y 468 del sexo femenino. Su tasa de fecundidad es de 3.05 hijos por mujer y tiene 137 viviendas particulares habitadas.
| Gráfica de evolución demográfica de Stenlejsotztetic entre 1921 y 2020 |
|                                                                        |
| INEGI.                                                                 |